# 偵察大隊 (イスラエル国防軍)
本項では、イスラエル陸軍歩兵科管轄化の各現役常設歩兵旅団に設置されている偵察大隊 (Gdud Siour, GADSAR) 、およびその隷下にある偵察中隊 (Plugat Siour, PALSAR) について述べる。

## 概要

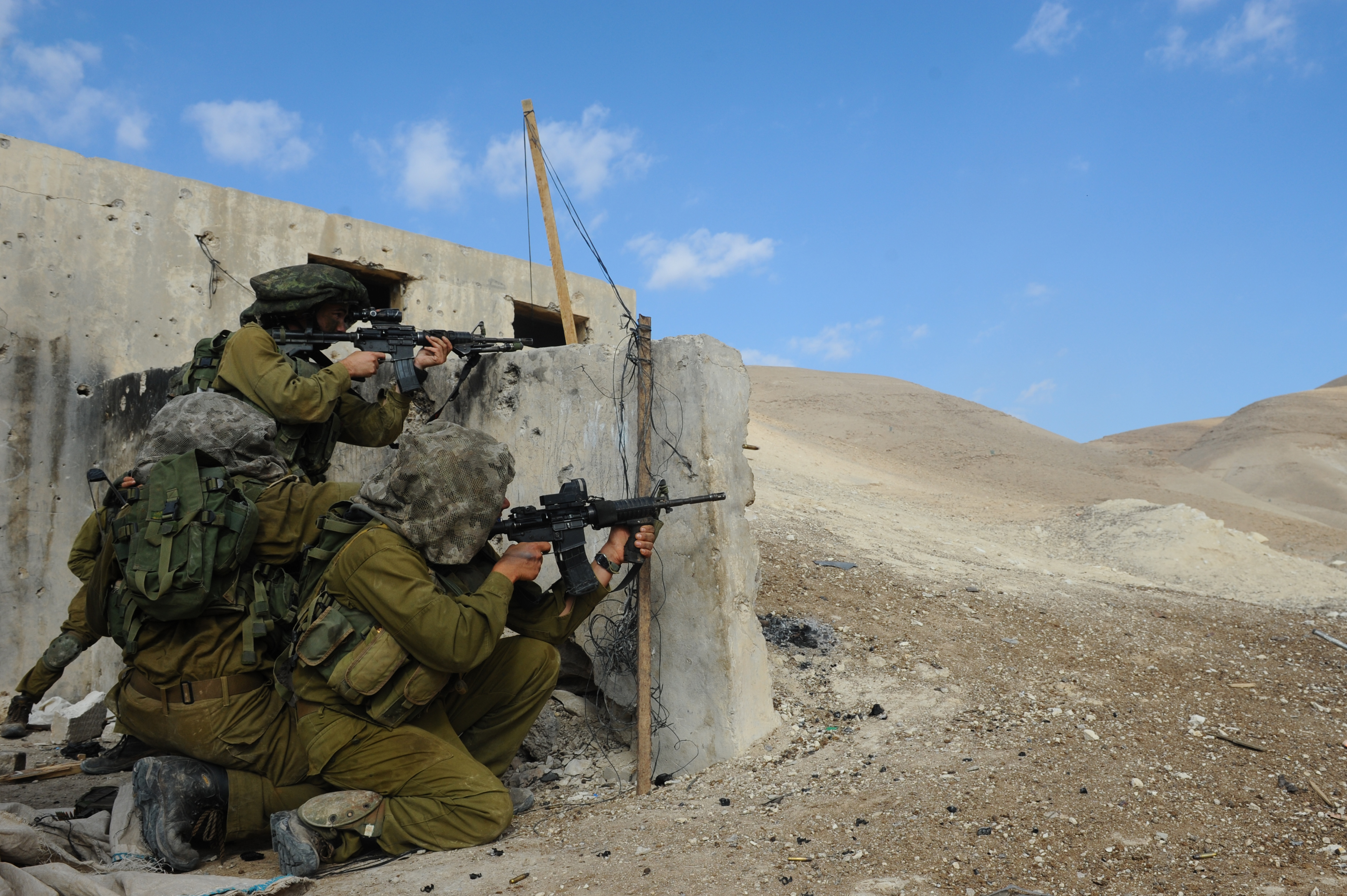
戦闘訓練を行う第35空挺旅団偵察大隊"ガドサー・ツァンハニム"の兵士

イスラエル陸軍歩兵科には、現在5個の常設歩兵旅団が編成されている。すなわち、
- 第1"ゴラニ"歩兵旅団 - 北部軍、第36機甲師団隷下
- 第84"ギヴァティ"歩兵旅団 - 南部軍、第162機甲師団隷下
- 第933"ナハル"歩兵旅団 - 南部軍、第162機甲師団隷下
- 第900"クフィル"歩兵旅団  - 中央軍、第340機甲師団（英語版）隷下
- 第35"ツァンハニム"空挺旅団 - 中央軍、第98空挺師団隷下

である。
これら歩兵旅団は、(予備役部隊を別にすれば)おおよそ共通する以下の構成を持っている。
- 3個の常設歩兵大隊
- 偵察大隊 "GADSAR" ("ガドサー"、ヘブライ語で偵察大隊を意味するGdud Siourを略したもの)
- 信号中隊 "PALHICK" ("パルヒク" あるいは "パルピク"、ヘブライ語で信号中隊を意味するPlugat Heil Kesherを略したもの)

各歩兵旅団の偵察大隊 "GADSAR" は以前はそれぞれ独自の構成であったが、今日ではこれら偵察大隊も各歩兵旅団において同じような構成や訓練過程を持つものとなっている。

## 構成
偵察大隊 "GADSAR" の構成は、

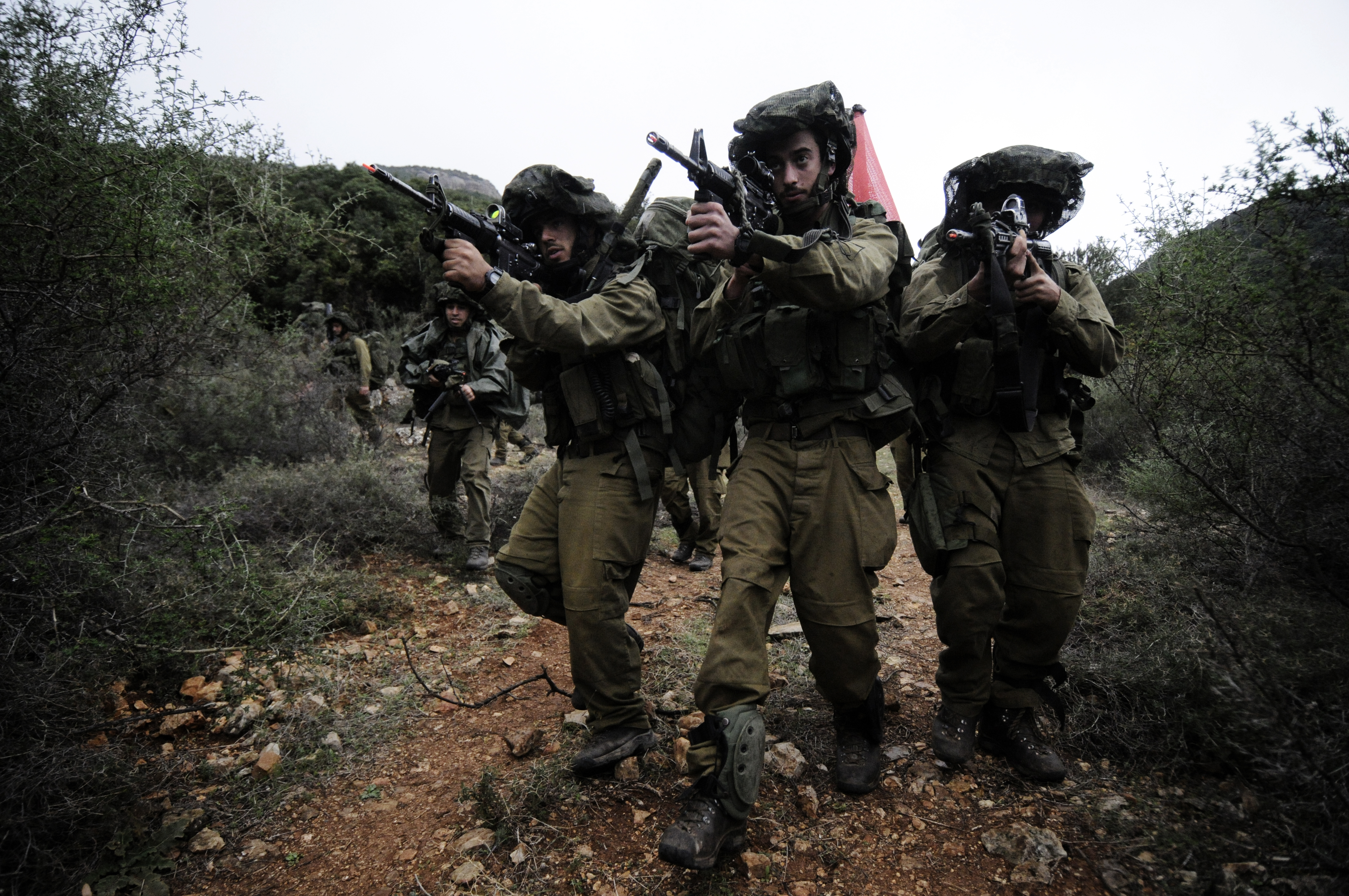
戦闘訓練を行うギヴァティ旅団偵察中隊"パルサー・ギヴァティ"の兵士

- 対戦車中隊 "PALNAT" ("パルナット"、ヘブライ語で対戦車中隊を意味するPlugat Neged Tankimを略したもの)
- 戦闘工兵中隊 "PALHAN" ("パルハン" あるいは "パルチャン"、ヘブライ語で戦闘工兵中隊を意味するPlugat Heil Handasaを略したもの)
- 偵察中隊 "PALSAR" ("パルサー"、ヘブライ語で偵察中隊を意味するPlugat Siourを略したもの)

となっている。
この中で偵察中隊"PALSAR" (パルサー) は各歩兵旅団の中での最精鋭部隊であり、強行偵察や対テロ戦闘といった特殊部隊的性質を持った任務も担当する。
これらの部隊はそれぞれ長い歴史を持つものもある。ゴラニ旅団の偵察中隊"パルサー・ゴラニ"は2010年に、空挺旅団の偵察中隊"パルサー・ツァンハニム"は2016年に、それぞれ創立60周年を迎えた。
また、文献や書籍等でこれら各旅団の偵察中隊"PALSAR"、あるいは偵察大隊 "GADSAR"について、しばしば"サイェレット・ゴラニ"、"サイェレット・ギヴァティ"、"サイェレット・ツァンハニム"などのように表現されている。"サイェレット" (Sayeret) は"偵察部隊"というような意味なので、この表現も間違いではない。
また2000年代以降、偵察大隊の他の中隊、対戦車中隊 "PALNAT"・戦闘工兵中隊 "PALHAN"も、偵察中隊"PALSAR"と同じような訓練過程・装備も持ち、必要に応じ任務をシェア出来るようになっている。

## 訓練課程

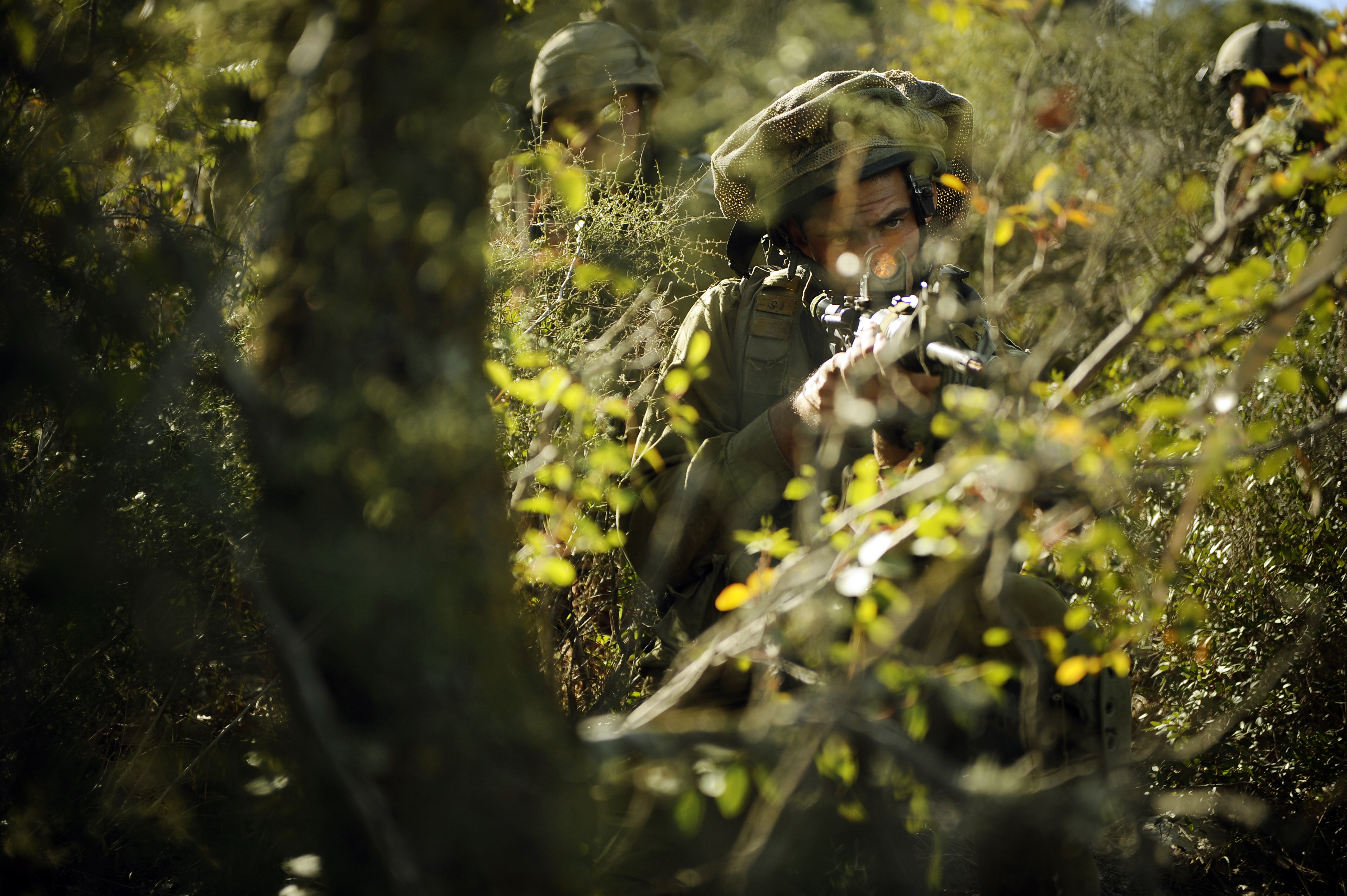
戦闘訓練を行うナハル旅団偵察部隊の兵士

偵察中隊"PALSAR"は14ヶ月の訓練課程を持つ。このカリキュラムも基本的に各旅団共通である。
- 4ヶ月の基本歩兵訓練
- 2ヶ月の上級歩兵訓練
- 3週間の対テロ戦訓練
- パラシュート降下訓練
- 1ヶ月の情報収集訓練
- この他、ナビゲーション訓練、近接戦闘（CQB）訓練などが含まれる。

## その他

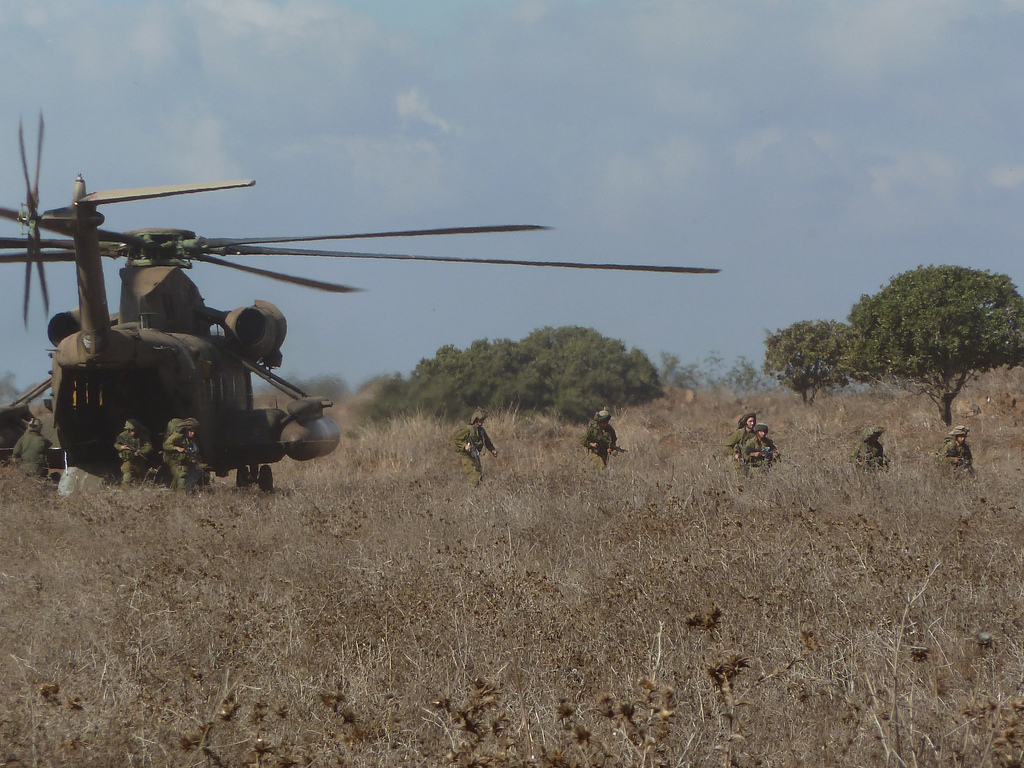
訓練を行う第401機甲旅団偵察中隊"パルサー 401"の兵士

イスラエル陸軍機甲科指揮下の4個の現役常設機甲旅団のうち訓練部隊である第460機甲旅団を除いた3個旅団にも、それぞれ偵察中隊 "PALSAR" が編成されている。
- 第7機甲旅団 - 北部軍、第36機甲師団隷下
- 第188機甲旅団 - 北部軍、第36機甲師団隷下
- 第401機甲旅団 - 南部軍、第162機甲師団隷下

これら機甲旅団の"パルサー"については、それぞれの旅団の番号を付けて、"PALSAR 7"・"PALSAR 188"・"PALSAR 401" などと表現される。
機甲師団の偵察中隊の任務には、偵察活動・情報収集の他、戦闘地域での旅団司令部の護衛などが含まれる。